# Anaphalioides papuana
Anaphalioides papuana là một loài thực vật có hoa trong họ Cúc. Loài này được (Lauterb.) Glenny mô tả khoa học đầu tiên năm 1997.